# Peter Rehberg

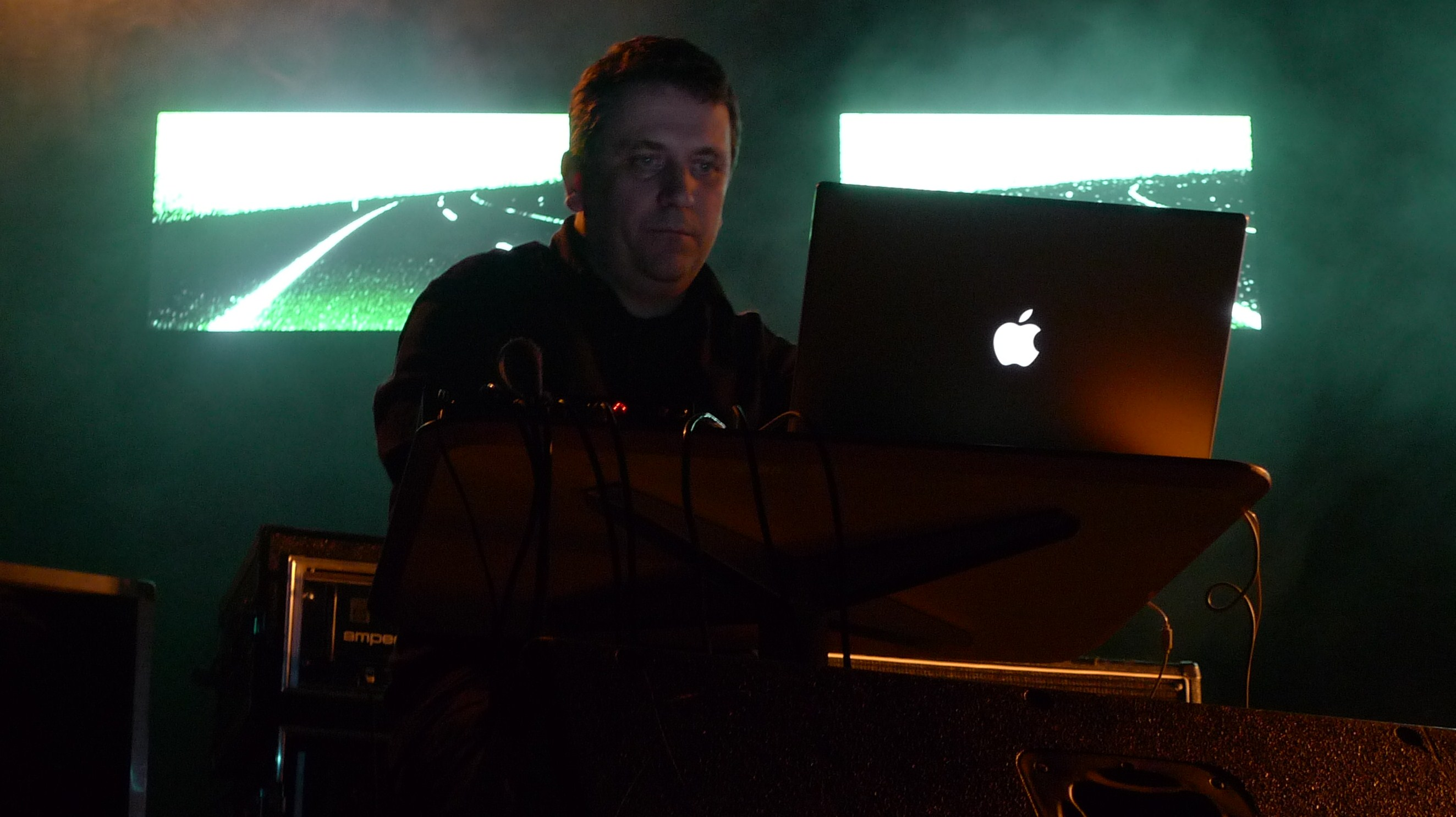
Peter Rehberg (2009)

Peter Rehberg (* 29. Juni 1968 in Tottenham, London; † 22. Juli 2021) war ein britisch-österreichischer Ambient- und Electronica-Musiker, der auch unter dem Pseudonym Pita veröffentlichte. Er war einer der Betreiber des Musiklabels mego/editions mego und galt als Pionier „der freien experimentellen Computermusik“.

## Leben
Peter Rehberg wurde 1968 im Londoner Stadtteil Tottenham geboren und wuchs in Hertfordshire auf. Sein Vater stammte ursprünglich aus Österreich, wo Rehberg sich in den 1980er Jahren in Wien niederließ.
Als Musiker Autodidakt, veröffentlichte er ab dem Jahr 1995 unter dem Pseudonym Pita erste elektronische Musikalben. Er kooperierte mit zahlreichen weiteren Musikern wie Mika Vainio, Charlemagne Palestine und Oren Ambarchi. Gemeinsam mit Ramon Bauer produzierte er ab 1997 als Rehberg & Bauer. Mit Stephen O’Malley veröffentlichte er ab dem Jahr 2006 mehrere Drone-Doom-Alben als KTL. Mit Fennesz und Jim O’Rourke bildete Rehberg das Trio Fenn O’Berg.
Rehberg trat später dem 1995 von Ramon Bauer, Peter Meininger und Andreas Pieper gegründeten Label mego bei. Nach der Schließung des Labels im Jahr 2005 gründete Rehberg ein Jahr später das Label als editions mego neu und betrieb es seither.
Rehberg verstarb im Juli 2021 im Alter von 53 Jahren an einem Herzinfarkt. Er hinterließ seine Lebensgefährtin, seinen Vater und Bruder, sowie eine Tochter aus einer früheren Beziehung.

## Diskografie (Auswahl)
Alben
- 1995: Pita – Seven Tons for Free (mego)
- 1997: Mika Vainio, Pita & Charlemagne Palestine – Three Compositions For Machines (Staalplaat)
- 1999: Pita – Get Out (mego)
- 2002: Pita – Get Down (mego)
- 2004: Pita – Get Off (Häpna)
- 2005: Peter Rehberg – Fremdkoerper (Mosz)
- 2007: Pita – A Bas La Culture Marchande (No Fun Productions)
- 2008: Z'EV vs. Pita – Colchester (editions mego)
- 2008: Peter Rehberg – Work for GV 2004–2008 (editions mego)
- 2010: Pita – Mesmer (The Tapeworm)
- 2010: Fenn O’Berg – In Stereo (editions mego)[1]
- 2016: Pita – Get In (editions mego)